# Mellicta amparoi
Mellicta amparoi är en fjärilsart som beskrevs av Sabariego. Mellicta amparoi ingår i släktet Mellicta och familjen praktfjärilar. Inga underarter finns listade i Catalogue of Life.